# Tank (cantante taiwanés)
Lǚ Jiàn Zhōng (n. 6 de febrero de 1982), conocido artísticamente como Tank. Es un cantante taiwanés que actualmente está representado bajo el sello de HIM International Music, que también representa a otros cantantes y grupos musicales como SHE, Fahrenheit y Power Station. Se hizo conocer con su primer álbum debut titulado, Fighting  生存 之 道 (Lucha, La Ley de Sobrevivir), este fue lanzado el 23 de febrero de 2006. Su último álbum, "The 3rd Round", o "La tercera ronda", fue lanzado el 31 de mayo de 2009.

## Discografía
| Álbum # | Información del álbum                                                                                        |
| ------- | --- |
| 1st     | Fighting 生存之道 - Released: 24 de febrero de 2006 - Label: HIM International Music - Language: Mandarin    |
| 2nd     | Keep Fighting 延長比賽 - Released: 19 de enero de 2007 - Label: HIM International Music - Language: Mandarin |
| 3rd     | The 3rd Round 第三回合 - Released: 29 de mayo de 2009 - Label: HIM International Music - Language: Mandarin  |